# Arapoema
Arapoema es un municipio brasileño del estado del Tocantins. Su población estimada en 2004 era de 6 794 habitantes.
Posee un área de 1558,9 km² y está a 221 metros sobre el nivel del mar. 